# Synagogue Beit Israel de Cracovie
 (novembre 2023).
La Synagogue Beit Israel de Cracovie (en hébreu : Dom Izraela ou Maison d'Israël) est une synagogue située dans le quartier de Kazimierz à Cracovie, dans la rue Miodowa.
La synagogue a été fondée à la fin du XIXe siècle ou au début du XXe siècle. Pendant la Seconde Guerre mondiale, les nazis dévastèrent la synagogue. Actuellement, la salle où se trouvait la synagogue abrite l’Hôtel Centre Artistique et de Conférences.
À ce jour, rien du mobilier original de la synagogue n'a survécu.
En 2019, la synagogue est transformée en bar.

## Source de traduction
- (pl) Cet article est partiellement ou en totalité issu de l’article de Wikipédia en polonais intitulé « Synagoga Beit Israel w Krakowie » (voir la liste des auteurs).

1. ↑  Par Cnaan Liphshiz, « Vieille synagogue à Cracovie transformée en bar : les Juifs polonais protestent », sur fr.timesofisrael.com (consulté le 27 mai 2025)